# Eddy De Lépine
Eddy De Lépine (ur. 30 marca 1984 w Fort-de-France) – francuski lekkoatleta, złoty medalista mistrzostw świata w Helsinkach w sztafecie 4 x 100 m. Uczestnik igrzysk olimpijskich w Atenach.

## Osiągnięcia
- brązowy medal mistrzostw świata juniorów młodszych (bieg na 110 m przez płotki 91.4 cm, Debreczyn 2001)
- dwa medale młodzieżowych mistrzostw Europy (Erfurt 2005, sztafeta 4 x 100 m - złoto i bieg na 100 m - srebro)
- złoty medal mistrzostw świata (sztafeta 4 x 100 m, Helsinki 2005)
- 6. lokata na mistrzostwach Europy (bieg na 200 m, Göteborg 2006)
- 3. miejsce podczas drużynowych mistrzostw Europy (sztafeta 4 x 100 m, Leiria 2009)

## Rekordy życiowe
- bieg na 100 m - 10,19 (2003)
- bieg na 200 m - 20,47 (2008)
- bieg na 110 m przez płotki (91.4 cm) - 13,39 (2001)